# Ochthebius auriculatus
Ochthebius auriculatus är en skalbaggsart som beskrevs av Claudius Rey 1886. Ochthebius auriculatus ingår i släktet Ochthebius och familjen vattenbrynsbaggar. Enligt den svenska rödlistan är arten nära hotad i Sverige. Arten förekommer i Götaland. Artens livsmiljö är havsstränder, sjöar och vattendrag. Inga underarter finns listade i Catalogue of Life.